# طایفه جوگی های افغانستان
جوگی‌ها فرقه‌ای از مرتاضان هندبوده پیرو طریقهٔ جوکیان می‌باشند. جوگی‌ها از طایفه جتها فرق کم دارند؛ زیرا زبان اصلی جتهای افغانستان شاخه اززبان بلوچی اند ولی زبان اصلی جوگیها زبان نزدیک به دراویدی است. ‏
از هزاران سال به اینطرف یکتعداد از اقوام هندی خانه بدوش غریب سرگردان به کشورها می‌باشند. فعلاً تعداد این اقوام زیاد گردیده‌اند. اکثر اینها مردمان زرنگ تیزهوش در کارهای منفی مهارت خاص دارند. این اقوام عبارتند از جتها، جوگی، کولی، ‏لولی، کاولی، قوال جولا چنگر و غیره می‌باشند. از جمله طایفه جت یا کولی در سراسر جهان پخش گردیده‌اند. در ایران بنام کولی یاد می‌گردد که همه تقریباً شغل مشابه دارند. ‏ درروسیه بنام سیگان یاد می‌گردد. در اروپا زنان آن لباس‌های مخصوص پوشیده مزین با موره‌ها و زیورهای مخصوص می‌باشند.

## جوگی ها
جوگی‌ها قبایل سیاری اند که به صورت چادرنشینی زندگی می‌کنند و به تناسب فصل به قرا دهات دشتها و قشلاقی می‌روند و در خارج از آبادی خیمه می‌زنند. ‏
این قوم معمولاً دارای پوست سیاه هندی می‌باشند. عده که طی سالها درشمال افغانستان زندگی داشتند چهره خیلی زیبا را بخود کسب نموده‌اند. شغل این قوم فال بینی چاقو تیز نمودن گدائی چوری فروشی دلالی، رقص موسیقی جادو گری، خون‌گیری با شاخ گاو و جوگ وغیره می‌باشد. برخلاف جوگی‌های که در جنوب زندگی دارند علاوه بر شغل عادی شغلهای منفی را نیز پیش می‌برند. طفل ربودن و دختر فروشی یکی از شغل قدیم این مردم بود. جوگی‌ها کمتر به شغل مالداری وزراعت می‌پردازند. این طایفه علاقه شدید به آوردن طفل داشته تا که توان دارند طفل بدنیا می‌آورند. معمولاً در کابل مزار شریف قندهار پکتیا جلال‌آباد زیست می‌نمایند. «مردان این قوم عمدتاً مصروف (بودنه) ‏بازی و تربیه و نگهداری آن می‌باشند. جوگی‌ها یک قبیله بنام سگ بازدارند که این قبیله در تربیه سگ جنگی و شکاری مهارت دارند. خوبترین سگ برایشان سگی به نام مخمل (بنجر) است که از مزارشریف می‌آورند وتوسط آن بودنه شکار می‌نمایند. در جنگ انداختن سگ وبودنه بین شان هیچ نوع شرط و تبادله پولی رواج ندارد. عده از جوگی‌های شمال افغانستان به بزکشی و چاپ اندازی علا قمند هستند که به گفته خودشان در حدود بیست نفرچاپ انداز دارند و مشهورترین آ نها پهلوان شرین است» ‏. طور معمول مردان این طایفه به نگهداری اطفال پرداخته زنان آنها در فصل بهار و تابستان به تمام ولایات افغانستان سفر نموده لقمه نان برای فامیل خود دریافت می‌نمایند. ‏جوگی‌ها اکثراً بیسواد بوده به نوشتن وخواندن علاقه ندارند. معمولاً آنعده جوگی‌های که با پاکستان و هند دررفت و آمد هستند به زبان پشتو و اردو صحبت می‌نمایند قوال می‌گویند. ‏
جوگی‌ها در کشورهای آسیای میانه نیز زیست دارند. این طایفه احتمالاً در زمان امپراطوری بین هند وآسیای میانه احتمالاً مغلیان بابریان به کشورهای آسیای میانه سرازیرشده به گروهای قومی مختلف تقسیم شده‌اند. طبق اظهارات موی سفیدان، جوگی‌های آسیای میانه حدود بیشتر از دو قرن قبل به اثر تهاجم لقی‌ها یکی پی دیگر، از بخارا به افغانستان متواری گردیده‌اند و جای اصلی اکثریت شان از کولاب تاجکستان است .» ‏
شهر کولاب زادگاه امام علی رحمان اوف بوده هم سرحد با ولسوالی خواهان بدخشان می‌باشد. مردم کولاب یکی از سلحشورترین مردمان تاجکستان است. ‏
پیشه اصلی جوگی‌های آسیای میانه مالداری بود در زمان جنگ آنها با بخشی از رمه‌ها و گله‌های خویش به افغانستان مهاجرت کرده‌اند، به مرورزمان شغل مالداری را از دست داده‌اند. ‏
جوگی‌ها درمجموع مسلمان سنی مذهب هستند. زبان مادری شان شان تاجکی بوده و به لسان دری با لهجه تاجیکی صحبت می‌نمایند. برعلاوه سایرلسان‌ها را نیز نظر به منطقه آن تکلم می‌نمایند. ‏

## جوگی‌ها متشکل ازپنج قبیله هستند
‏
۱. لولی‌ها، (بلخی) که کارشان رقص و موسیقی اند. متشکل از ۴۰۰ فامیل می‌باشند
‏
۲. کولی‌ها شغل فال بینی وهم دستبند، چوری و گوشواره می‌فروشند. ‏
‏
۳. کولابی (قطغنی)، متشکل از۴۵۰ فامیل (۳۰۰ کندزو و ۱۵۰ فامیل در تخار) فامیل. ‏

۴. سگ باز ۵۰۰ فامیل
‏
۵. حلوا خور۱۲۰ فامیل
علاوه براین یک گروه کوچک جوگی را بنام، غلبیلباف می‌نامند. جت و قوال با جوگی‌ها در تحت یک طایفه مطالعه می‌شود. ‏

## جمیعت
نفوس مجموعی جوگیها طور تخمین بالغ بر ۱۰۰۰۰ نفر می‌شود. جوگی‌ها تذکره افغانی ندارند. رنگین شاه دنبوره چی شهر شبرغان اولین جوگی است که تذکره افغانی اخذ نموده است
امیر حبیب اله شهید برای اولین بار لولی‌ها را در کوشه کابل که بنام حواجه گوگردک می‌گفتند جای داد که کار شان موسیقی و رقص بود. این منطقه بعداً بنام خرابات مشهور شد. ‏

## مراسم تدفین
جوگی‌ها کدام قبرستان مخصوص ندارند در هر جای که مردند همان‌جا دفن می‌کنند. قبلًآ غرض اعزا داری مصارف زیادی را می‌نمودند. از مدت چند می‌شود که این مشکل را از بین برده‌اند. ‏

## قوال
گروه از طایفه جوگیهای هند است که از سالیان دراز بین هند و افغانستان دررفت وآمد می‌باشند. قوالها از پدر پدر شغل موسیقی نوازی و سلمانی دارند. تا اکنون تعداد زیادی آنها این شغل را پیش می‌برند. بعضی از قوالها معمولاً دارای مسکن ثابت می‌باشند. ‏قوالها معمولاً به زبان پشتو و هندی صحبت می‌نمایند. زنان قوال چوری فروشی دوره‌گردی تکه فروشی دریه فروشی می‌نمایند. ‏

## خصوصیات اجتماعی
‏ «از اینکه جوگی‌ها مردم خیلی غریب پیشه‌اند آنها به نسبت نداشتن تذکره تابیعت افغانی در سیاست دخیل نبوده و هم در سطح اجتماع کدام نماینده ندارند. در چند دوره انتخابات کمیسون انتخابات به آنها کارت راهی‌گیری داده در انتخابات سهیم گردیدند.. ‏

## نامزدی و نکاح
معمولاً ازدواج این طایفه بین سنین ۲۰ الی۱۴ الی صورت می‌گیرد و در هر حالت سن ازدواج مخصوصاً برای دختران نباید از بیست سالگی گذشته باشد. درمورد انتخاب همسر، این مردم نسبت به سایر ساکنین افغانستان روشنترمیباشند و ایجاب وقبول توسط خود زوجین صورت می‌گیرد. درصورتیکه دختربه صلاحیت والدین به شوهرداده شود مهرتوسط ایشان اخذ می‌گردد ودرصورتیکه دخترخودش جوانی را انتخاب نماید، عیبی نیست، با این تفاوت که مهرتوسط والدین اخذ نمی‌گردد. خواستگاری از طرف پسر صورت می‌گیرد و اکثراً دختران حق دارند جوان مورد نظر خود را، خود انتخاب نمایند. ‏ازینکه ا قتصاد این مردم در سطح بسیار پائین قرار دارد، مهر هم آ نقدر با لا نبوده و در حدود ده الی بیست هزار افغانی می‌باشد. مراسم نکاح توسط ملاهای خود شان عقد می‌گردد و اگر وی حاضر نباشد، توسط ملای محلیکه در آنجا خیمه زده‌اند، عقد صورت می‌گیرد. میعاد نامزدی از شش ماه الی یکسال می‌باشد وبیشتر ازان دوام نمی‌کند. نوع دیگرنامزدی که آنقدرمعمول نیست، به نام (دامن چاک) یاد می‌شود که وقتی همزمان دردوخانواده یک پسرویک دختر تولد می‌شود، آنهارا باهم نامزد می‌نمایند اما بعد ازجوانی این پیوند به اساس رضائیت بوده وهریک ازطرفین حق دارند آنرا فسخ نمایند. ‏اکثریت ازدواج‌ها طورآلش (بدل) می‌باشد که آنهم مطلقاً متکی به رضای فامیل‌ها وطرفین می‌باشد.» ‏